# 116-я отдельная механизированная бригада
116-я отдельная механизированная бригада (116 ОМБр, в/ч А4722) — механизированное соединение Сухопутных войск Украины численностью в бригаду, которое по состоянию на конец января 2023 года формируется.

## История
Из-за возможного нового широкомасштабного наступления российских войск во время широкомасштабного российского вторжения в Украину, которое началось в 2022 году, по состоянию на конец января 2023 года был создан или создается ряд новых бригад Вооруженных сил Украины, в том числе и 116-я отдельная механизированная бригада. По состоянию на конец января 2023 года бригада находится в стадии своего формирования. По информации издания Militaryland.net, военнослужащие этой бригады должны пройти обучение за рубежом, а сама бригада должна быть оснащена западными образцами военной техники, среди которых танки Abrams и Leopard 2, а также БМП CV-90.
С ноября 2023 года бригада принимает участие в боях в Авдеевке.
С 6 августа 2024 года бригада принимает участие в наступлении ВСУ в Курской области.

## Традиции

### Символика
На эмблеме бригады изображен золотистый (желтый) равносторонний степной казацкий крест с расходящимися концами, на диагоналях которого серебряные (серые) казацкие сабли острием вверх, на фоне темно-оливкового цвета основного «поля». Крест сопровождаемый четырьмя золотыми шестилучевыми золотыми звёздами. Щит обрамлён светло-синим кантом.
Символика бригады, созданная по «Методическим рекомендациям по отдельным вопросам развития и внедрения военной символики в Вооружённых силах Украины», утверждёнными Главнокомандующим Вооружённых сил Украины 2020 г., основывается на исторической символике пункте постоянной дислокации бригады, Полтавской области и характерной для Сухопутных войск Украины, в частности механизированных войск СВ Украины цветовой гамме сочетании защитного тёмно-оливкового цвета и светло-синего цветов, сложившихся как пехотные цвета ещё во времена УНР 1918—1921 гг.

## Вооружение
Бригада имеет на вооружении танки Т-64БВ.

## Потери
- Борух Василий (1973 — 12 июля 2023)[5]
- Юрченко Дмитрий (28 июля 1994 — 14 июля 2023)[6]
- Придий Виктор Васильевич (7 июня 1976 — 29 июля 2023)[7]
- Тучапский Владимир (23 августа 1977 — 30 июля 2023)[8][9]
- Шаравара Николай («Веган») (28 мая 1987 — 2 августа 2023)[10][11]